# Tournoi pré-olympique de l'AFC
Le tournoi pré-olympique de l'AFC a pour but de désigner les nations qualifiées au sein de la zone Asie pour participer au tournoi final de football des Jeux olympiques.
Le tournoi masculin fut organisé tous les quatre ans de 1960 à 2012, conjointement à d'autres tournois continentaux et une fois que le nombre d'inscrits fut devenu trop important pour permettre à toutes les équipes de participer au tournoi olympique, au besoin en disputant un tour préliminaire dans le pays hôte (depuis l'édition 1924). La compétition a connu différents formats au cours des années et prévoyait trois qualifiés.
Le tout premier tournoi pré-olympique, disputé en matches aller et retour, prit toutefois place auparavant, en 1955-1956, en prélude aux Jeux de Melbourne mais l'organisation de celui-ci n'en était pas encore confiée aux fédérations continentales respectives et il n'impliquait que 26 pays issus de quatre continents, dont huit nations du continent asiatique parmi lesquelles quatre se sont qualifiées : l'Inde, qui finira à la quatrième place, l'Indonésie, la Chine et le Sud-Vietnam mais les deux dernières déclarent forfait pour le tournoi final. En 1960, outre le tournoi asiatique, deux pays d'Asie et un pays d'Europe (le Liban, l'Irak et la Turquie) ont pris part à un tournoi du Proche-Orient produisant un qualifié. Entre 1976 et 1984, deux équipes d'Océanie (la Papouasie-Nouvelle-Guinée et la Nouvelle-Zélande) ont également pris part aux éliminatoires asiatiques avant qu'un tournoi pré-olympique ne soit organisé dans leur zone spécifique. Depuis 2016, c'est le Championnat d'Asie de football des moins de 23 ans qui fait office de qualifications aux Jeux olympiques d'été chez les hommes, entraînant la disparition de cette compétition.
Le tournoi féminin a été mis en place en 2004 car, si toutefois le football féminin figure aux Jeux depuis l'édition 1996 à Atlanta, c'est la Coupe du monde féminine de football qui désignait auparavant les nations qualifiées pour le tournoi olympique. Tout comme le tournoi masculin, il a lieu tous les quatre ans et prévoit deux qualifiés.
Le tournoi pré-olympique hommes de l'AFC n'est pas un tournoi à proprement parler, puisqu'il ne désigne pas de vainqueur final (excepté en 1992 et 1996), mais plutôt une phase éliminatoire qui identifie les pays qualifiés pour la phase finale aux Jeux. Chez les femmes, en revanche, un classement final est établi à l'issue de la compétition (excepté en 2007 et 2020).

## Tournoi masculin

### Éligibilité des joueurs
Pendant le XXe siècle, le CIO adapte les Jeux à sa perception des changements économiques, politiques et techniques du monde. Ainsi, les Jeux olympiques sont, comme le voulait Pierre de Coubertin, d'abord réservés aux purs amateurs, le règlement du CIO interdisant la participation de sportifs professionnels. Bien que malmenée par les supercheries (notamment l'amateurisme marron) autour du statut faussement « amateur » de nombreux sportifs, l'exclusion du professionnalisme reste en vigueur jusqu'en 1981. Si le passage de l’amateurisme pur au professionnalisme est dans les faits progressif, le XIe Congrès olympique en 1981 marque une révolution pour l'olympisme, avec l'admission des sportifs officiellement professionnels,.
L'évolution de l'éligibilité des athlètes se traduit en particulier pour l'épreuve du football comme suit :
- 1908 à 1956 : Seuls les footballeurs amateurs sont admis, les joueurs professionnels sont exclus.
- 1960 :  Seuls les footballeurs amateurs n'ayant pas été sélectionnés pour l'une des 16 équipes qualifiées pour la Coupe du monde 1958 sont admis, les joueurs professionnels sont exclus.
- 1964 : Seuls les footballeurs amateurs n'ayant pas participé, excepté pour l'Afrique et l'Asie, aux tours préliminaires ou à la phase finale de la Coupe du monde 1962 sont admis, les joueurs professionnels sont exclus.
- 1968 à 1976 : Seuls les footballeurs amateurs sont admis, les joueurs professionnels sont exclus.
- 1980 : Seuls les footballeurs amateurs sont admis, excepté ceux, pour l'Europe et l'Amérique du Sud, ayant participé aux qualifications ou à la phase finale de la Coupe du monde 1978, les joueurs professionnels sont exclus.
- 1984 : Pour la première fois, les joueurs professionnels sont admis, à l'exception de ceux, pour l'Europe et l'Amérique du Sud, ayant participé aux éliminatoires ou à la phase finale d'une Coupe du monde de football ; les règles étaient encore soumises à débat lors des premières rencontres qualificatives ce qui provoqua quelques malentendus quant à l'alignement de joueurs amateurs ou professionnels.
- 1988 : Les règles de 1984 furent maintenues mais les joueurs, pour l'Europe et l'Amérique du Sud, ayant disputé moins de 90 minutes dans une seule rencontre de Coupe du monde étaient cette fois admis.
- 1992 : La compétition est réservée aux joueurs nés le 1er août 1969 ou plus tard.
- depuis 1996 : La compétition est ouverte à tous les joueurs de moins de 23 ans, avec l'addition pour le tournoi final de maximum trois joueurs plus âgés.

### Historique
| Édition   | Édition          | Ville(s) hôte(s)                    |                 | Équipes qualifiées  | Équipes qualifiées | Équipes qualifiées |
| --------- | ---------------- | ----------------------------------- | --------------- | ------------------- | ------------------ | ------------------ |
| 1959-1960 | Rome 1960        | Pas de ville(s) hôte(s) désignée(s) | Taïwan          | Inde                | Turquie            |                    |
| 1963-1964 | Tokyo 1964       | Pas de ville(s) hôte(s) désignée(s) | Corée du Sud    | Corée du Nord       | Iran               |                    |
| 1967-1968 | Mexico 1968      | Tokyo Bangkok Tel Aviv              | Japon           | Thaïlande           | Israël             |                    |
| 1971-1972 | Munich 1972      | Séoul Rangoun Téhéran               | Malaisie        | Birmanie            | Iran               |                    |
| 1975-1976 | Montréal 1976    | Téhéran Jakarta                     | Iran            | Corée du Nord       | Israël             |                    |
| 1980      | Moscou 1980      | Bagdad Kuala Lumpur Singapour       | Koweït          | Malaisie Irak       | Iran Syrie         |                    |
| 1983-1984 | Los Angeles 1984 | Singapour                           | Arabie saoudite | Qatar               | Irak               |                    |
| 1987-1988 | Séoul 1988       | Pas de ville(s) hôte(s) désignée(s) | Corée du Sud    | Irak                | Chine              |                    |
| 1991-1992 | Barcelone 1992   | Kuala Lumpur                        | · Qatar         | · Corée du Sud      | · Koweït (en)      |                    |
| 1995-1996 | Atlanta 1996     | Shah Alam                           | · Corée du Sud  | · Japon             | · Arabie saoudite  |                    |
| 1999      | Sydney 2000      | Pas de ville(s) hôte(s) désignée(s) | Koweït (en)     | Corée du Sud        | Japon              |                    |
| 2003-2004 | Athènes 2004     | Pas de ville(s) hôte(s) désignée(s) | Corée du Sud    | Japon               | Irak               |                    |
| 2007      | Pékin 2008       | Pas de ville(s) hôte(s) désignée(s) | Australie       | Corée du Sud        | Japon              |                    |
| 2011-2012 | Londres 2012     | Pas de ville(s) hôte(s) désignée(s) | Corée du Sud    | Émirats arabes unis | Japon              |                    |

### Performances par nation
- Aucun pays n'a participé à toutes les éditions du tournoi pré-olympique de l'AFC, toutefois la Corée du Sud (en 1988) et le Japon (en 1964) n'y ont uniquement pas pris part lorsqu'ils étaient qualifiés d'office comme pays hôte des Jeux olympiques ; l'Irak à la suite de son retrait de la compétition en 1992 du fait du contexte politique lié à l'après-Guerre du Golfe et à l'insurrection de 1991 ; l'Indonésie après avoir été bannie des JO 1964 pour avoir refusé de délivrer des visas aux membres des délégations israélienne et taïwanaise aux Jeux asiatiques de 1962, cette dernière sans jamais parvenir à se qualifier à l'inverse des trois précédentes.
- La Corée du Sud est la nation qui présente le meilleur bilan ayant participé à huit phases finales, dont sept consécutives, en treize participations et remporté un des deux titres décernés.
- La Syrie est la seule nation qui a pu participer à une phase finale sans s'être qualifiée au préalable, bénéficiant du retrait de l'Iran en 1980.
- L'Afghanistan présente la plus longue absence entre deux participations, en l'occurence 47 ans (première participation en 1960 et suivante en 2007) en ayant néanmoins déclaré forfait malgré une inscription préalable en 1992.
- Six nations asiatiques n'ont jamais pris part à la compétition : le Bhoutan, Guam, le Laos (toutefois inscrit en 1992 et 1999 avant de se retirer à deux reprises), Macao (toujours pas reconnu officiellement par le CIO), la Mongolie et le Timor oriental.
- Entre 1976 et 1984, deux équipes d'Océanie (la Papouasie-Nouvelle-Guinée et la Nouvelle-Zélande) ont également pris part aux éliminatoires asiatiques avant qu'un tournoi pré-olympique de l'OFC ne soit organisé à partir de 1988.
- La fédération israélienne fut exclue de la Confédération asiatique de football (AFC) en 1974 à la suite des tensions politiques liées au conflit israélo-arabe, elle est alors régulièrement versée dans la zone Europe ou la zone Océanie lors des éliminatoires des grandes compétitions, comme ce fut déjà souvent le cas avant son exclusion, et ce jusqu'en 1994, date à laquelle elle est définitivement intégrée à l'UEFA ; Israël prend ainsi part à quatre reprises à cette compétition (de 1964 à 1976).
- La fédération australienne est membre de l'AFC depuis le 1er janvier 2006, date à laquelle elle a quitté la Confédération du football d'Océanie (OFC), et participe depuis aux tournois et phases de qualifications organisés dans la zone asiatique.

| Pays                      | Participations                                                                    | Titres   | Qualifications                               | Phases finales                                      | Pays hôte |
| ------------------------- | --------------------------------------------------------------------------------- | -------- | -------------------------------------------- | --------------------------------------------------- | --------- |
| Corée du Sud              | 13 (1960, 1964, 1968, 1972, 1976, 1980, 1984, 1992, 1996, 1999, 2004, 2007, 2012) | 1 (1996) | 7 (1964, 1992, 1996, 1999, 2004, 2007, 2012) | 8 (1964, 19881, 1992, 1996, 2000, 2004, 2008, 2012) | 1 (1988)  |
| Japon                     | 13 (1960, 1968, 1972, 1976, 1980, 1984, 1988, 1992, 1996, 1999, 2004, 2007, 2012) |          | 6 (1968, 1996, 1999, 2004, 2007, 2012)       | 7 (19641, 1968, 1996, 2000, 2004, 2008, 2012)       | 1 (1964)  |
| Irak                      | 13 (1960, 1964, 1968, 1972, 1976, 1980, 1984, 1988, 1996, 1999, 2004, 2007, 2012) |          | 3 (1984, 1988, 2004)                         | 4 (19802, 1984, 1988, 2004)                         |           |
| Indonésie                 | 13 (1960, 1968, 1972, 1976, 1980, 1984, 1988, 1992, 1996, 1999, 2004, 2007, 2012) |          |                                              |                                                     |           |
| Malaisie                  | 12 (1964, 1972, 1976, 1980, 1984, 1988, 1992, 1996, 1999, 2004, 2007, 2012)       |          | 2 (1972, 1980)                               | 1 (1972, 19802)                                     |           |
| Thaïlande                 | 12 (1960, 1964, 1968, 1972, 1984, 1988, 1992, 1996, 1999, 2004, 2007, 2012)       |          | 1 (1968)                                     | 1 (1968)                                            |           |
| Taipei chinois            | 12 (1960, 1964, 1968, 1972, 1976, 1984, 1992, 1996, 1999, 2004, 2007, 2012)       |          | 1 (1960)                                     | 1 (1960)                                            |           |
| Iran                      | 11 (1964, 1972, 1976, 1980, 1988, 1992, 1996, 1999, 2004, 2007, 2012)             |          | 4 (1964, 1972, 1976, 1980)                   | 3 (1964, 1972, 1976, 19802)                         |           |
| Koweït                    | 11 (1972, 1976, 1980, 1984, 1988, 1992, 1996, 1999, 2004, 2007, 2012)             |          | 3 (1980, 1992, 1999)                         | 3 (1980, 1992, 2000)                                |           |
| Inde                      | 11 (1960, 1964, 1972, 1980, 1984, 1992, 1996, 1999, 2004, 2007, 2012)             |          | 1 (1960)                                     | 1 (1960)                                            |           |
| Syrie                     | 10 (1972, 1980, 1984, 1988, 1992, 1996, 1999, 2004, 2007, 2012)                   |          |                                              | 1 (19802)                                           |           |
| Corée du Nord             | 9 (1964, 1972, 1976, 1980, 1992, 1999, 2004, 2007, 2012)                          |          | 2 (1964, 1976)                               | 2 (1964, 1976)                                      |           |
| Arabie saoudite           | 9 (1976, 1984, 1988, 1992, 1996, 1999, 2004, 2007, 2012)                          |          | 2 (1984, 1996)                               | 2 (1984, 1996)                                      |           |
| Singapour                 | 9 (1976, 1980, 1984, 1988, 1992, 1996, 2004, 2007, 2012)                          |          |                                              |                                                     |           |
| Jordanie                  | 9 (1980, 1984, 1988, 1992, 1996, 1999, 2004, 2007, 2012)                          |          |                                              |                                                     |           |
| Qatar                     | 8 (1984, 1988, 1992, 1996, 1999, 2004, 2007, 2012)                                | 1 (1992) | 2 (1984, 1992)                               | 2 (1984, 1992)                                      |           |
| Chine                     | 8 (1980, 1984, 1988, 1992, 1996, 1999, 2004, 2012)                                |          | 1 (1988)                                     | 2 (1988, 20081)                                     |           |
| Émirats arabes unis       | 8 (1984, 1988, 1992, 1996, 1999, 2004, 2007, 2012)                                |          | 1 (2012)                                     | 1 (2012)                                            |           |
| Liban                     | 8 (1960, 1968, 1972, 1992, 1999, 2004, 2007, 2012)                                |          |                                              |                                                     |           |
| Sri Lanka                 | 8 (19643, 19683, 19723, 1980, 1992, 1999, 2004, 2012)                             |          |                                              |                                                     |           |
| Philippines               | 8 (1968, 1972, 1976, 1980, 1984, 1988, 1992, 1999)                                |          |                                              |                                                     |           |
| Bahreïn                   | 8 (1976, 1984, 1988, 1992, 1999, 2004, 2007, 2012)                                |          |                                              |                                                     |           |
| Hong Kong                 | 8 (1984, 1988, 1992, 1996, 1999, 2004, 2007, 2012)                                |          |                                              |                                                     |           |
| Pakistan                  | 7 (1964, 1988, 1992, 1996, 2004, 2007, 2012)                                      |          |                                              |                                                     |           |
| Oman                      | 7 (1988, 1992, 1996, 1999, 2004, 2007, 2012)                                      |          |                                              |                                                     |           |
| Birmanie                  | 6 (1964, 1972, 1999, 2004, 2007, 2012)                                            |          | 1 (1972)                                     | 1 (1972)                                            |           |
| Viêt Nam                  | 6 (19644, 19684, 1999, 2004, 2007, 2012)                                          |          |                                              |                                                     |           |
| Yémen                     | 5 (1980, 1992, 1999, 2007, 2012)                                                  |          |                                              |                                                     |           |
| Ouzbékistan               | 5 (1996, 1999, 2004, 2007, 2012)                                                  |          |                                              |                                                     |           |
| Tadjikistan               | 5 (1996, 1999, 2004, 2007, 2012)                                                  |          |                                              |                                                     |           |
| Turkménistan              | 5 (1996, 1999, 2004, 2007, 2012)                                                  |          |                                              |                                                     |           |
| Israël                    | 4 (1964, 1968, 1972, 1976)                                                        |          | 2 (1968, 1976)                               | 2 (1968, 1976)                                      |           |
| Népal                     | 4 (1988, 1992, 1999, 2004)                                                        |          |                                              |                                                     |           |
| Bangladesh                | 4 (1992, 2004, 2007, 2012)                                                        |          |                                              |                                                     |           |
| Kirghizistan              | 4 (1996, 1999, 2004, 2012)                                                        |          |                                              |                                                     |           |
| Maldives                  | 3 (1992, 2007, 2012)                                                              |          |                                              |                                                     |           |
| Palestine                 | 3 (2004, 2007, 2012)                                                              |          |                                              |                                                     |           |
| Australie5                | 2 (2007, 2012)                                                                    |          | 1 (2007)                                     | 1 (2008)                                            |           |
| Afghanistan               | 2 (1960, 2007)                                                                    |          |                                              |                                                     |           |
| Papouasie-Nouvelle-Guinée | 2 (1976, 1984)                                                                    |          |                                              |                                                     |           |
| Kazakhstan6               | 2 (1996, 1999)                                                                    |          |                                              |                                                     |           |
| Turquie7                  | 1 (1960)                                                                          |          | 1 (1960)                                     | 1 (1960)                                            |           |
| Brunei                    | 1 (1980)                                                                          |          |                                              |                                                     |           |
| Nouvelle-Zélande          | 1 (1984)                                                                          |          |                                              |                                                     |           |
| Cambodge                  | 1 (2004)                                                                          |          |                                              |                                                     |           |

1 Qualifié d'office comme pays hôte des JO

2 La Malaisie et l'Iran participent au boycott des JO 1980, c'est l'Irak et la Syrie qui héritent ainsi de leurs places qualificatives

3 En tant que Ceylan

4 En tant que Sud Viêt Nam

5 La fédération australienne est membre de l'AFC depuis le 1er janvier 2006

6 La fédération kazakhe est membre de l'UEFA depuis le 25 avril 2002

7 La fédération turque est membre de l'UEFA depuis 1962

## Tournoi féminin

### Éligibilité des joueuses
Contrairement aux hommes, toute joueuse peut prendre part au tournoi olympique quel que soit l'âge ou le statut.

### Historique
| Édition   | Édition          | Pays hôte                |                                                              | Classement final                                             | Classement final                                             | Classement final                                             | Classement final |
| Édition   | Édition          | Pays hôte                | Vainqueur                                                    | Deuxième                                                     | Troisième                                                    | Quatrième                                                    |                  |
| --------- | ---------------- | ------------------------ | ------------------------------------------------------------ | ------------------------------------------------------------ | ------------------------------------------------------------ | ------------------------------------------------------------ | ---------------- |
| 2004      | Athènes 2004     | Japon                    | Chine (Q)                                                    | Japon (Q)                                                    | Corée du Nord                                                | Corée du Sud                                                 |                  |
| 2007      | Pékin 2008       | Pas de pays hôte désigné | Pas de vainqueur désigné Corée du Nord (Q) Japon (Q)         | Pas de vainqueur désigné Corée du Nord (Q) Japon (Q)         | Pas de vainqueur désigné Corée du Nord (Q) Japon (Q)         | Pas de vainqueur désigné Corée du Nord (Q) Japon (Q)         |                  |
| 2011      | Londres 2012     | Chine                    | Japon (Q)                                                    | Corée du Nord (Q)                                            | Australie                                                    | Chine                                                        |                  |
| 2015-2016 | Rio 2016         | Japon                    | Australie (Q)                                                | Chine (Q)                                                    | Japon                                                        | Corée du Sud                                                 |                  |
| 2018-2021 | Tokyo 2020       | Pas de pays hôte désigné | Pas de vainqueur désigné Australie (Q) Chine (Q)             | Pas de vainqueur désigné Australie (Q) Chine (Q)             | Pas de vainqueur désigné Australie (Q) Chine (Q)             | Pas de vainqueur désigné Australie (Q) Chine (Q)             |                  |
| 2023-2024 | Paris 2024       | Pas de pays hôte désigné | Pas de vainqueur désigné Australie (Q) Japon (Q)             | Pas de vainqueur désigné Australie (Q) Japon (Q)             | Pas de vainqueur désigné Australie (Q) Japon (Q)             | Pas de vainqueur désigné Australie (Q) Japon (Q)             |                  |
| 2028      | Los Angeles 2028 | Pas de pays hôte désigné | Pas de vainqueur désigné à déterminer (Q) à déterminer (Q)\| | Pas de vainqueur désigné à déterminer (Q) à déterminer (Q)\| | Pas de vainqueur désigné à déterminer (Q) à déterminer (Q)\| | Pas de vainqueur désigné à déterminer (Q) à déterminer (Q)\| |                  |

### Performances par nation
- Le Japon présente le meilleur bilan s'étant qualifié à quatre reprises en cinq participations, talonné par l'Australie et la Chine avec chacune trois qualifications.
- La fédération australienne est membre de l'AFC depuis le 1er janvier 2006, date à laquelle elle a quitté la Confédération du football d'Océanie (OFC), et participe depuis aux tournois et phases de qualifications organisés dans la zone asiatique.
- Les résultats et performances des nations de l'AFC reflètent parfaitement le classement mondial féminin car les titres et qualifications se sont jusqu'à présent toutes jouées entre les équipes du Top 4 de la zone (Top 5 depuis l'entrée de l'Australie).
- La Corée du Sud est la seule nation du quintet des meilleures équipes de la zone à ne pas encore être parvenue à se qualifier pour une phase finale.